# キン肉マンスーパー・フェニックス
キン肉マンスーパー・フェニックス（キンにくマン スーパー・フェニックス）は、ゆでたまごの漫画『キン肉マン』に登場する架空の人物。

## 概要
初登場は、キン肉星王位争奪編「運命の子供たち!!の巻」。運命の5王子の一人で、フェニックスマンが知性の神の憑依によって生まれ変わった姿。知性チームを率いてキン肉星王位継承サバイバル・マッチに参加し、本編の主人公・キン肉マンと最後まで争った。
生まれつきの類稀な知性と、知性の神から与えられた1億パワーの超人強度を駆使して闘う頭脳ファイター。知性こそ超人格闘技の源であるとして、スポーツ力学や高等数学の方程式を取り入れた科学的レスリングを得意とする。主な必殺技は、キン肉族三大奥義の1つ「マッスル・リベンジャー」。王位継承者の証「フェイス・フラッシュ」も使用することができる。キン肉マンとの最終決戦では、邪悪五神を全員その身に宿したことで他の運命の5王子の能力も使用可能になった。
運命の5王子の中でも最強との呼び声高い超人で、かなりの自信家。貧しい家庭で育った自分に比べ裕福に育ったキン肉マンに幼い頃から嫉妬心を抱き、陰湿な対抗意識を燃やしているが、実の母・シズ子に対してだけは冷徹になりきれず躊躇する面を見せる。
人格的にはフェニックスマンと知性の神が混在した状態にあり、他の邪悪神からは「フェニックス、いや、知性の神よ」と呼ばれる他、知性の神とフェニックスの意識が完全に重なっている場面も見られる。対戦相手のキン肉マンチーム・残虐チーム（超人血盟軍）側のリング内乱入やルール外のメンバー追加などの行為を一切指摘しないが、自身も手段を選ばず、チームメイトが役に立たないと判断した途端に切り捨てるなどの行為を非難されても全く意に介さない。運要素の強いデスマッチに平然と自分の命を賭けて戦いたがったり、浮遊立方体リングや魔方陣リングなど、何かと奇抜な舞台での戦いを提案する悪癖もある。
外見上の特徴として、体のあちこちに走るライン上の模様、キン肉マンの肉マークに相当する額の不死鳥マーク、そしてトレーニングパンツの上からホットパンツを履き、右膝にのみ（アニメでは両膝）サポーターを付けているという独特なコスチュームが挙げられる。原作担当の嶋田隆司はこの「パンツの2枚履き」について「時代を先取りしすぎた」とも語っており、ファンブック『キン肉マン 特盛』の企画においても「ダサい超人」として取り上げられたことがある。
アニメでは本物のキン肉マンソルジャーを見限った直後の残虐の神が憑依したことで強化変身を行い、体色も肌色から茶系の色に変化。決勝戦でも残虐の神憑依による強化変身を行い、超人閻魔が憑依した際には身体が一回り大きくなって、体色は紫に変化し、原作での全邪悪神憑依状態同様に運命の5王子の能力が使用可能になった。
当初、フェニックスマンは顔の模様は細く、黒目があるなど後のフェニックスと全く異なる外見だったが、原作終盤の回想シーンでは眼鏡をかけている以外、現在と同じ顔に変更され、新シリーズでも頭髪が伸びた以外はスーパー・フェニックスとしての顔デザインを踏襲している。アニメでは憑依していた超人閻魔が絶命した後、初登場時の姿に戻っている。『週刊少年ジャンプ』における初登場時は黒目が描かれていた。
『キン肉マンII世』のプロローグでは、邪悪五神の作り出した最強の敵とされており、同作の時代においては、悪魔将軍・マンモスマンと並んで「三大最強悪行超人」と称されている。『キン肉マンII世 究極の超人タッグ編』では、スーパー・フェニックスと似た模様が体にあるフード付きマントを纏った謎の超人が登場し、ネプチューンマンとタッグを組んでいたマンモスマンを自身の傘下に引き入れている。このフードの超人は自らを「絶対的な知性（アブソリュート・フェニックス）」と称しているが、スーパー・フェニックスと同一人物であるかどうかは明らかにされないまま、連載を終了している。
元は『週刊少年ジャンプ』連載時に公募された読者投稿入選作品で、投稿時の名前は「スーパーキン肉マンフェニックス」。「スーパー・フェニックス」という名前もその名残で名付けられた。このデザイン画では、鶏冠（キン肉カッター）は2つに分かれていた。嶋田によると原作を書いた段階では「スーパーキン肉マンフェニックス」だったが、作画担当の中井義則の原稿で現在の名前に変わったという。中井は「名前の響きがいかにも強豪という感じで好き」と語るが、嶋田は「スーパーキン肉マン」という名前を気に入っていたため、その後も葛藤していると語っている。
嶋田はフェニックスの人格について「あまり良い人生を歩んでこなかったので、姑息なことも平気でやります」と語っている。中井は好きな超人として挙げている一方、「人気が無くて残念」と語っており、嶋田の「ちょっと卑怯なことさせすぎたかな?」という意見に同意している。

## 『キン肉マン』でのフェニックス

### 生い立ち
キン肉星第8病院で、フェニックス太郎・シズ子夫妻の長男・フェニックスマンとして誕生。火災に巻き込まれるも、シズ子により助け出される。その後、病院から退院したフェニックスマンは後にキン肉マンと呼ばれるキン肉スグルが父・キン肉真弓に豪華な送迎車で迎えに来られる姿を目の当たりにする。
貧乏な家庭ながらも優しい両親に育てられたフェニックスマンは、生まれて数か月後に天才超人としての片鱗を見せ始める。世界各国の言葉を2日で覚え、12桁の暗算ができるようにもなり、幼稚園に入る頃には大学生の勉強もできるほどであった。同じ頃、シズ子が王家の偉大な力を備えられるように筋肉の滝（マッスル・フォール）から流れる知恵の水をこっそり盗み、フェニックスマンの顔に擦り込んだことによってフェイス・フラッシュも使えるようになる（アニメでは、シズ子が警備をかいくぐってフェニックスマンを滝に連れていき、その水を顔に擦り込ませていた。それを王妃に見られるも、子を思うシズ子に同情した王妃に見逃されていた）。
フェニックスマンの神童ぶりはキン肉星に響き渡り、シズ子の下にも教育学者から「その類稀なる頭脳を国で保護すべき」という進言が来るほどになった。フェニックスマン自身も必死になって勉強をした結果、本来なら貴族などの一部上流階級しか入れぬキン肉星王立幼稚園に特待生として入園するも、そこで再びスグルと出会い、キン肉星の王子というだけで何の苦労もなく自分以上の地位にいるスグルに嫉妬を感じ、対抗意識を燃やし始める。
そのすぐ後、スグルは幼稚園の入園祝いに両親と出かけた宇宙旅行でブタと間違えられ地球へと捨てられる。以後キン肉星は11年もの間、世継ぎがいないという異常事態が続き、王家は養子を取るためにキン肉族新王子決定マッチを開催した。フェニックスマンもこの大会に参加し、持ち前の知性を活かしたファイトで決勝まで進むが、シズ子より太郎がビルの工事現場で足を踏み外し転落死したことを聞かされ、病弱なシズ子の面倒を見なければならなくなったため決勝を泣く泣く辞退する。
この際、不戦勝を勝ち取った超人が新王子になるかと思われたが、スグルが地球で発見され、再び王子の座に着く。それを見たフェニックスマンは、ツキのある者とない者の差を思い知る。

### キン肉星王位争奪戦出場〜1回戦（VS強力チーム）
自分の人生を悔やむフェニックスマンを見かねたシズ子はある日、彼を慰めるために病院の火災のことを話し、「キン肉星の王子と自分の子を間違えて助けたかもしれない」と言葉をかける。憔悴していたフェニックスマンはその言葉を本当に信じ込んでしまい、その日から家の片隅でぶつぶつと独り言を言ったり、思いつめたかのような顔で不敵な笑みを浮かべるようになった。
それから1年後、知性の神に「真の王子である可能性がある」と唆され、彼の憑依を受け入れてキン肉マンスーパー・フェニックスとなり、シズ子に別れを告げキン肉マン打倒を目指す。
王位継承戴冠式に乱入したフェニックスら運命の5王子は、それぞれ邪悪五神より王位継承候補として推薦される。その中でフェニックスはミステリアス・パートナーに扮したマンモスマンら「知性チーム」を召集し、団体戦で勝負を決めることを提案、王位継承サバイバル・マッチの開催を取り付ける。
1回戦では会津若松城でキン肉マンビッグボディ率いる強力チームと対決。先鋒のマンモスマンが強力チームの先鋒ペンチマン、次鋒レオパルドン、中堅ゴーレムマンを難なく倒す。その後、「敵が強いほど倒しがいがある」として、テリーマンとロビンマスクをキン肉マンのいる熊本城へ行かせるため、追手の超人警察隊にゴーレムマンの死体を蹴りこみ、追跡を阻止させた（アニメではこの場面はカットされ、テリーマンとロビンマスクが熊本城へ行くのを妨害しようとするビッグボディに対して「間に合わないから放っておけ」と発言している）。
その後、マンモスマンがフェニックスと交代するために副将キャノン・ボーラーとわざと引き分け、次鋒としてビッグボディと対峙する。試合開始後すぐに、フェニックスはビッグボディを宙に投げ（アニメでは最初ビッグボディの攻撃をわざと受け、その後「プロレスごっこはここまでだ」という言葉の後、ビッグボディの足をつかみ宙に投げている）、キン肉族三大奥義の一つ「マッスル・リベンジャー」を披露。そのまま勝利し、準決勝に進出する。

### 2回戦（VS残虐チーム）
名古屋城でキン肉マンソルジャー率いる「超人血盟軍」こと残虐チームと対決。正義超人と悪魔超人で編成された相手を警戒し、まず3人目の戦士サタンクロスを先鋒ザ・ニンジャと戦わせ、勝利を収める。
勝利を確信したフェニックスは以降の試合を15連勝・負けなしで勝ち抜く「パーフェクト勝利宣言」を行う。直後、サタンクロスは次鋒アシュラマンと引き分けたものの、フェニックスは「引き分けは負けにならない」と強気な態度を崩さなかった。
やがて舞台は関ヶ原格闘城に移り（アニメでは名古屋城・姫路城合体の衝撃でリングが破壊され、修理が終わるまで休戦）、キン肉マンチームと技巧チームの試合終了後、残虐チーム副将ブロッケンJr.（アニメではフェニックス）の提案により次鋒マンモスマンと中堅プリズマンを加えた「6人タッグ・キャプテン・ギブアップ・マッチ」を行う。
空中に浮かぶ立方体リングで行われた戦いは、当初は1つのリングで1対1の戦いだったが、フェニックスは立方体リングに隠された別のリングを出現させ、残虐チームを分断させる。メインリングのフェニックスは力量を図るために消極的なファイトを行うソルジャー相手に優位に立ち、即座にソルジャーからキャプテンの証であるバンダナを奪おうとするが、分断されたブロッケンとバッファローマンの妨害により、バンダナを奪えなかった。バンダナの争奪戦を数回繰り返した後、プリズマンはブロッケンJr.と相打ちになったことで戦闘不能になる。
攻めのレスリングに切り替えたソルジャーと彼の真・友情パワーで成長したバッファローマンの反撃により、流れが残虐チームに傾く中、ソルジャーが偽物であることが判明。バッファローマンのバッファローBOMBでマンモスマンも戦闘不能になった後、邪悪神らはフェニックスを天のロープ（アニメ版では飛行カプセル）に避難させ方体リングを格闘城に落下させ、観客を巻き込むことを承知でソルジャーとキン肉マンチームの両方を葬ろうとした。バッファローマンの捨て身の行動でリングの浮遊機能が復活し、リング落下作戦は阻止されるが、バッファローマンをリタイアさせることはできた。
これにより、フェニックスとソルジャーは正真正銘の1対1の戦いに突入。死んだ残虐チームの命が吹き込まれた衣装に妨害されたフェニックスは、ソルジャーにあと一歩のところまで追い詰められる。しかし、息を吹き返したマンモスマンがソルジャーに関する超人予言書のページを屋外のたいまつの中に放り込んだことでソルジャーの身体の消滅が始まった。思うように動けなくなったソルジャーに対し、フェニックスはソルジャーの正体を知るべくレイジング・オックスからの拷問を行い、耐えかねた真弓の口からソルジャーの正体が25年前に家出したキン肉族の長男・アタルであることが判明する。
フェニックスは自分の殺人を正当化する主張の上でアタルへの拷問をやめて倒すことに切り替え、アタル版マッスル・スパークを受けながらも立ち上がり、マッスル・リベンジャーでアタルをKO。バンダナも奪ったことで試合自体にも勝利し、決勝戦に進出した。原作では、試合後にアタルの最期を看取ったキン肉マンに「王位継承に割り込んできた邪魔者を葬ってやったから感謝しろ」と言い放った。
第4回人気投票では6位にランク入りしている。

### 決勝戦（VSキン肉マンチーム）
まず、先鋒サタンクロスがキン肉マンと「魔方陣リング装着デスマッチ」で対戦。闘いの中、場外に落下したキン肉マンに対し、フェニックスはあらかじめ仕掛けていた飛び出すトゲの罠でキン肉マンを攻撃したため、サタンクロス（サムソン・ティーチャー）からの反感を買う。試合は残虐チームの生き残り・アシュラマンの授けた秘策とミートの乱入もあって、キン肉マンがディフェンドスーツを完成させ、完成版マッスル・スパークでサタンクロスを破る。
知性チームは先んじて大阪城へ移動し、邪悪の神（アニメではフェニックス）が用意した大阪城地下に広がる「飛車角の迷宮」「血縄縛りの門」にてキン肉マンチーム全滅を図るが、駆けつけたアシュラマンの犠牲によりキン肉マンチームは大阪城内への突入を果たす。
プリズマンとラーメンマンの次鋒同士の対戦は「ジャングル・ビッグ・ジム 摩天楼デスマッチ」を行わせ、プリズマンが追い込まれるやジャングルジムを崩してラーメンマンを床に仕掛けられたトゲに落とすが、ラーメンマンはパイプを胸に入れておくことにより難を逃れ、プリズマンを撃破する。フェニックスは自分の策略が次々と外れたことに焦り出し、突如吐血する。
続く3戦目でミステリアス・パートナー最後の1人・オメガマンが正体を現し、キン肉マンチーム副将ジェロニモを難なく撃破。その後、フェニックスは知性チームを率いて大阪城天守閣から逃げ出した真弓らを拘束し、偽の王子の正体を知るために彼らが手に入れた運命の5王子の心臓のレントゲン写真と超人予言書を奪い取る。
予言書により、偽王子には先天性の心臓の病があり、決勝戦で偽王子は病気が悪化して心臓が破裂することが判明。フェニックスは先鋒であったキン肉マンに再び大将戦に出るよう促し、さらにキン肉マンへの挑発としてビビンバの唇を奪った挙句、キン肉マンとロビンマスクに、予言書を天井の松明の上に吊るす「イリミネーション・ルーレット・デスマッチ」で決着をつけることを提案し、そのルール説明としてジェロニモを消滅させる。怒りに燃えるキン肉マンらは「今度はお前たちの存在をこの世から消滅させてやる」とデスマッチを受け入れる。キン肉マンの戦線復帰をフェニックス自らが申し出たのは、完璧にキン肉マンを葬り去ろうという目論見があってのことだが、ゆでたまご的にはキン肉マンに卑怯な手を使わせたくなかったからだとされる。
試合はフェニックスがキン肉マンを相手の力を逆用する関節技で圧倒。ロビンも予言書に火が点き、肉体消滅の危機に陥る中、謎の超人ザ・サムライがキン肉マンの助っ人として参戦し、3対3にもつれ込む。
まずロビンとマンモスマンが闘い、ロビンの作戦によりマンモスマンの予言書が燃え始め、さらにビッグ・タスクがマンモスマン自身を貫くに至り、フェニックスはマンモスマンを見捨てる。これを受けてマンモスマンがフェニックスから離反し、ロビンと正々堂々と戦った末に共に消滅する。
続いてオメガマンとサムライの闘いの中、サムライの正体がネプチューンマンであることが判明。キン肉マンと仲間割れになるかと思われたが、2人は和解する。この時、ネプチューンマンの発した「ネプチューン・メッセージ（アニメではネプチューンマン・メッセージ）」を受け、世界中から多数の正義超人が大阪城に向かって移動を開始。キン肉マンとネプチューンマンにはその足音が聞こえたものも、フェニックスには聞こえず、ネプチューンマンに「本当に大王なのか」と指摘される。
フェニックスとオメガマンはキン肉マンとネプチューンマンの「巌流島コンビ」にKO寸前に追い込まれるも、邪悪の神の手により復活する。オメガマンはΩメタモルフォーゼによりキン肉マンの師であるプリンス・カメハメに変身、さらにその肉体にカメハメの魂が宿ったことで師弟対決となり、キン肉マンは師の関節技で苦しめられる。フェニックスは助けに出るネプチューンマンを縄で縛り、予言書に繋がる糸に繋ぎ、その下に蝋燭を置いて身動きをとれなくする。
しかし、キン肉マンはカメハメとの実戦の中で52の関節技を習得。敗北したカメハメは消滅するが、師が消えたのを見て動揺したキン肉マンをオメガマンはΩカタストロフ・ドロップに捕らえる。拘束より抜け出したネプチューンマンがキン肉マンを助け出したが、予言書が燃えたために消滅する。
フェニックスは1人となったキン肉マンを攻撃するが、ビビンバが2人の死闘を止めるために身投げし顔面を強打する。フェニックスは醜くなったビビンバを見捨てて（アニメ版ではキン肉マンに全てを任せるつもりで）リングに戻るが、キン肉マンはフェイス・フラッシュで治療する（アニメでは自分には治す力がないことを悔やみ、葛藤していた）。この際、ハラボテ委員長が場外カウントを取ろうとするのを見て、「カウントを取ることは許さん」と止めている。
その後、オメガマンはキン肉マンのマッスル・スパークにより、あっさりKO。マッスル・スパークを見て自信が揺らいだフェニックスに対し、邪悪五神全員が憑依してパワーアップを果たす（アニメでは超人閻魔と結託し、体色が紫色に変化し巨大化）。勝負は再び1対1となり、完全決着のためフェニックスは「どっちが偽の王子でも勝った方が本物ということでいいではないか」とレントゲン写真も破る。
フェニックスは知性以外の四邪神の力を発揮し、キン肉マンを圧倒。マッスル・スパークさえも破る。闘いの中、前述の己の過去を語るが、キン肉マンから「お前は『今より立派で住みよいキン肉星を作る』だとか、そういう大いなる志を持ってこの王位争奪戦に参加したのかと思っていたら、子供の頃のジメジメした嫉妬心を晴らすためだったのか」「地球で孤児となり、誰も頼ることができず、周囲からダメ超人と呼ばれ、いじめられてきた自分の18年間は、お前の貧乏生活以上につらく惨めなものだった」と返され、その言葉を聞いた観客のムードも一気にキン肉マン援護へと傾く。四面楚歌の状況に陥ったフェニックスだったが、貧乏生活から抜けたい一心で技の切り返し合戦を制し、キン肉マンにレイジング・オックスを仕掛け、火事場のクソ力なしでのファイトで過度の負担を負った心臓を執拗に攻める。
その時、シズ子がフェニックスを止めるためリングに乱入。知性以外の四邪神はシズ子の口を封じるためにフェニックスから離脱し襲い掛かるが、駆けつけた正義超人たちに返り討ちにされた。それでもフェニックスは自分こそが真の王子であると信じ、キン肉マンを心肺停止に追い込むも、予言書の「偽りの王子は心臓の病で死に至る」との記述通り、心臓の病が悪化し始めたため、キン肉マンをマッスル・リベンジャーに捕らえて完全に抹殺しようと図る。
キン肉マンがリングに叩きつけられる寸前、肉体の消滅によって霊魂と化し、邪悪大神殿に向かったロビンらの手により、1回戦で封印させられた火事場のクソ力が解放され、キン肉マンは息を吹き返す。その際に技が解け、今度は逆に自分がマッスル・スパークに捕らえられる。フェニックスは7000万パワーマッスル・スパークだけは返すことができず、心臓がついに限界を迎え破裂。自身が偽の王子であることを認め、何をしてもキン肉マンに勝てなかったことを自嘲しながら知性の神もろとも死んでいったが、試合後にキン肉マンのフェイス・フラッシュを浴びて復活を果たした。
キン肉マンに謝罪の言葉をかけるも許され、彼に家族と認められ共に並び立つ場面で物語は幕を閉じる。アニメでは前述の態度などから、ビビンバと恋愛関係になっていた。

### オメガ・ケンタウリの六鎗客編
王位継承サバイバル・マッチ終結後、フェニックスはキン肉マンからキン肉星の行政の中枢を担う補佐官に就任するよう打診されたが、それを固辞してキン肉星を去った。
その後、完璧超人軍と正・悪連合軍の戦争には関与せず、とある辺境の星でフェニックスマンとして開墾作業を行っていたが、その最中、復活した知性の神から「古い友人がこの世を揺るがす暗躍を始めた」と聞かされ、再びキン肉マンスーパー・フェニックスに戻るよう命じられる。
超人博物館に収蔵されていた自身のマスクを強奪した後、キン肉アタルを除く「運命の四王子」の1人としてサグラダ・ファミリアに現れ、五大城決戦ではオメガ・ケンタウリの六鎗客の首領格であるオメガマン・アリステラと滋賀県に復活した安土城で対戦する。しかし、知性の神の憑依を断ってフェニックスマンとしての95万パワーの超人強度と持ち前の「あふれる知性」のみで戦っていたため、次第に劣勢となり、知性の神からの再度の提案に乗って知性の神を再び憑依させ、1億パワーの超人強度を取り戻す。
1億パワーのマッスル・リベンジャーをアリステラに仕掛けるが、アリステラが発現させた友情パワーに似た発光現象に技を防がれ、そのままアリステラの必殺技・Ωハルマゲドンアベンジャーを返されて敗北。そしてアリステラに「ザ・マンはお前たちの味方だ」と告げて気を失った。闘いの場にアタルが現れると意識を取り戻し、新たな試合場として関ヶ原に埋もれていた浮遊立方体リングを復活させ、アタルに後を託す。
知性の神から超人たちを死滅させるのに必要な108の「カピラリアの欠片（ピース）」の情報を得ており、終盤で調和の神をリーダーとする超人殲滅派の神々が地上に下天して襲来したことを察知する。

### 新シリーズ
調和の神を始めとする超神たちが地上に襲来した後、中国の秦始皇帝陵及び兵馬俑坑にてキン肉マンビッグボディと“戒律の神”ランペイジマンが激突する寸前でモニター越しに介入し、瀕死の強力チームを解放させるために邪悪五神が所持する5個のカピラリアの欠片とその在処に関する情報は全て自分が握っていることを語った後、知性の神の力で兵馬俑坑に4つの大穴と滝を出現させて、大穴をくぐり抜けた先にカピラリアの欠片の確実な情報源を24時間後に差し向けると提案した。そして、超神たちが1つの大穴につき3人ずつ飛び込んで立ち去った後、ビッグボディにもイタリア・ローマのコロッセオに向かうよう告げて、24時間後にコロッセオに到着したビッグボディと合流。ビッグボディを超神と闘うためのタッグパートナーに指名する。
コロッセオで調和の神と2体の超神に2つのカピラリアの欠片を見せた後で、これらを引き渡す条件として自身とビッグボディ、2体の超神による2対2のタッグマッチを提案。ビッグボディとのタッグ「ゴッドセレクテッド」を結成し、“理性の神”イデアマンと“狂気の神”ザ・ノトーリアスのタッグ「マイティハーキュリーズ」とのタッグマッチを開始する。急造チームゆえにマイティハーキュリーズに苦戦し、思わずビッグボディに命令してしまい、ビッグボディから「その高慢な態度を改めない限り、俺は俺の好きなようにやらせてもらう」と告げられる。
その後、駆け付けたキン肉マンからの助言で考えを改め、ビッグボディとのツープラトンで勝利するが、重傷を負う。そして、天界への道・バベルの塔への8人の入門者候補に名乗りを上げるも重傷を負ったことからキン肉マンに制止され辞退。そして、バベルの塔6階のリングでのキン肉マンと超神マグニフィセントとの試合でキン肉マンが追い詰められると、ビッグボディと共に声を上げてキン肉マンを応援する。
人気投票企画「キン肉マン超人総選挙2013」では34位、「キン肉マン超人総選挙2015」では15位、「キン肉マン超人総選挙2017」では13位、「キン肉マン超人総選挙2019」では12位、「キン肉マン超人総選挙2021」では10位にランクインしている。

## 得意技
マッスル・リベンジャー
キン肉族三大奥義の一つ。頭突きをしながら相手を真上に打ち上げ、足・手などを絡めて身動きを封じ、コーナーポストに頭から激突させる。この技でビッグボディとアタルを破っている。
アニメ版のビッグボディ戦では最後のパイル・ドライバーが省略され、前奏曲（プレリュード）部分（頭突きの連打）のみでKOされ、完全版はキン肉マンの夢の中で初披露となっている。
ゲーム『マッスルグランプリ2』ではコーナーポストではなくキャンバスに激突させており、こちらは真マッスル・リベンジャーと呼称されている。
フェニックスの超人募集の葉書には最後のパイルドライバーに類似したフェニックス・ファイナルというツームストンドライバーで上から対戦相手の太ももを押さえつける技が描かれていた。
超人牛裂き刑 レイジング・オックス
技名のとおり牛裂きをモチーフにした技。相手の首と両足を両側から引っ張ったロープに絡めることで相手の体を裂いていき、そこにニードロップを放ってさらに苦しめる。アニメ版では残虐の神が憑依したことで使えるようになった。
デスボディ・シュート
超人の死体（デスボディ）を勢い良く蹴る技。アニメでは使用されず。
不死鳥サブミッション（フェニックスサブミッション）
円錐蹴りを喰らわせた後、両足で両腕を極める。『マッスルグランプリ』で命名。
スクリュードロップキック
錐揉み回転した状態から放つドロップキック。
五体背骨手（ごたいはいこつしゅ）
相手の体を傷一つ付けず体内から肋骨や背骨などを抜き取る中国拳法の暗殺拳。オメガマンのΩメタモルフォーゼの変身材料としてリングからバネを抜き取るために使用。
フェイス・フラッシュ
キン肉王家の者しか使用できない顔光放射能力。赤ん坊の頃、母・シズ子によって筋肉の滝の水を毎晩顔に擦り込まれ続けていたため、2年後にフェイス・フラッシュの片鱗を見せ始めた。
実戦では、キン肉星王位継承サバイバル・マッチ決勝戦において、運命の糸を切る際に初使用。オメガマンの運命の糸を切断した後、キン肉マンの運命の糸を切ろうとするが、キン肉マンとのフェイス・フラッシュ合戦に競り負ける。
不死鳥ストレッチ（フェニックスストレッチ）
相手の上半身に飛び乗り首と両腕を極める関節技。
不死鳥乱心波（フェニックスらんしんは / アニメではふしちょうらんしんは）
フェニックスの目から放たれる催眠光線。相手を操って自白させる他、死体を操ることもできる。
マッスル・インフェルノ
キン肉族三大奥義の一つ。元々はキン肉マンゼブラのフィニッシュ・ホールドだが、技巧の神の力により使用可能とした。
スーパー・パイル・ドライバー
名前はアニメより。強力の神の力により使用可能とした技。怪力により相手の両足首をつかみ、相手を逆さまにして放つパイル・ドライバー。『マッスルグランプリ』では「強力の怪力殺法」と命名。
後方飛翔垂直落下式バックドロップ（こうほうひしょうすいちょくらっかしきバックドロップ）
相手の腰をとった瞬間、後方に素早く飛び上がり相手の後頭部だけをマットに叩きつけるバックドロップ。ジャンプ力が加わるため通常のバックドロップよりKO率は高いとされる。
作中での使用はなく、巻末の特集にて紹介された。名称はゲーム『キン肉マン マッスルグランプリ2』より。
不死鳥サンダーストーム（フェニックスサンダーストーム）
アリステラ戦で使用した技。空中で相手の両腕をつかみ、両足をロックして落下しリングに叩きつける。
劇中ではオメガハンドで受け身を取られ、致命傷を与えるまでにはいかなかった。
インテリジェンスモンスターパワークラッシュ
アリステラ戦で使用した技。空中で相手の左脚を右腕、右脚を両脚でロックし右ひじを後頭部に押し付けて落下しリングに叩きつける。

### タッグ技
地獄の三重殺 超人デコレーション・ツリー
マンモスマン、プリズマンとの三位一体技。マンモスマンが1人の相手をアルゼンチンバックブリーカーに捕らえ、両膝に残り2人を仰向けに乗せる。フェニックスとプリズマンは逆立ちの状態で、アルゼンチンバックブリーカーに掛けられた相手に首4の字と足4の字を同時に仕掛け、さらに両膝に乗せた相手に体重を掛け責める。
3人で一人の相手を攻撃するバージョンもあり、その場合は空中高く放り投げた相手をフェニックスとプリズマンが首4の字と足4の字に捕らえ、さらにマンモスマンが相手の背中目掛け勢い良くジャンプし、攻撃を加える。
不死鳥合体（ふしちょうがったい）
両足をオメガマンの胴体にからめて合体。この形態でオメガマンのΩメタモルフォーゼの指示を送っている。
オクラホマアバランシュクラッシュ
ゴッドセレクテッドのツープラトン。フェニックスとビッグボディがそれぞれ相手をオクラホマ・スタンピードにとらえ、背中から鉢合わせにする。
ゴッドブレス・リベンジャー
ゴッドセレクテッドのツープラトン。フェニックスのマッスル・リベンジャーとビッグボディのメイプルリーフクラッチの合体技。

## 主要対戦成績
- シングルマッチ
  - ○キン肉マンビッグボディ（マッスル・リベンジャー）
  - ×オメガマン・アリステラ（Ωハルマゲドンアベンジャー）
- タッグマッチ
  - ○残虐チーム（キン肉マンソルジャー / ブロッケンJr. / バッファローマン、マッスル・リベンジャー）
  - ×キン肉マンチーム（キン肉マン / ロビンマスク / ザ・サムライ→ネプチューンマン、7000万パワーマッスル・スパーク）
  - ○マイティハーキュリーズ（イデアマン / ザ・ノトーリアス、ゴッドブレス・リベンジャー）
- 団体戦
  - ○強力チーム（4勝0敗1引き分け）
  - ○残虐チーム（2勝0敗1引き分け）
  - ×キン肉マンチーム（1勝2敗1引き分け1無効試合）

## プロフィール
- 分類 - 超人→運命の5王子
- 出身地 -  オーストラリア / キン肉星・サーロイン村[22]
- 身長体重 - 190cm・114kg[22]
- 超人強度 - 95万パワー（フェニックスマン）→1億パワー（スーパー・フェニックス）[22]
- 生年月日 - 地球時間で1960年4月1日[23]
- 年齢 - 24歳[22]
- 血液型 - B型[24]
- スリーサイズ - B128・W76・H94[24]
- 家族 - フェニックス太郎（父）、フェニックスシズ子（母）
- 備考 - 疚しいことがあると目を逸らす[25]

### 異名
- インテリジェンス・モンスター[26]
- キン肉マン最強の敵[27]
- 知性溢れる天才超人[28]
- 邪悪なる知性の王子[29]
- 神の力が宿りし怪物[30]
- 史上最強の頭脳ファイター[30]
- キン肉星中に話題の神童[30]
- 不死を掲げし知性の王[30]
- 再び舞い降りた不死鳥[30]
- 神に選ばれし知性の王子[30]

### 主な肩書き
- キン肉星王位継承者候補

## 担当声優
- 池水通洋（テレビアニメ『キン肉星王位争奪編』）
- 中村悠一（テレビアニメ『完璧超人始祖編』[31]）

## コンピュータゲーム
『キン肉マン キン肉星王位争奪戦』ではステージ3、5のボスとして登場する。必殺技は相手を空中に投げてから頭で打ち上げる「マッスル・リベンジャー」と相手を壁にぶつける「マッスル・インフェルノ」。
『ファミコンジャンプ 英雄列伝』では最終決戦でのボスキャラクターの1人として登場。名前は「キンにくマンフェニックス」と表記。
『キン肉マンII世 超人聖戦史』では主人公の正悪を示す属性ゲージが一定値なら仲間になるが、中立ルートでないと仲間にする機会がない。特定の条件を満たしていれば弟子入りすることができ、「超人牛裂き刑」を習得できる。主人公が選んだルートにより扱いが分かれる。以下にそれを示す。
正義ルート
原作通りキン肉星王位争奪戦にて知性チームの大将として闘う。
フェニックスルート
主人公がプリズマンに代わって知性チームに加入。キン肉マンチームを破った後、時の神に洗脳され主人公と闘わせられる。エンディングでは部下を従え、地球・キン肉星を支配する姿が描かれている。
悪行ルート
邪悪の神の手駒としてチームメイトを引き連れて主人公の前に立ちはだかる。
アーケードゲーム『キン肉マン マッスルグランプリ2』では、フェニックスの2Pカラー（同じキャラクター同士で対戦するための「色違い」キャラクター）としてアニメにて残虐の神と結託したときの姿で登場する。
『ぱちんこキン肉マン 夢の超人タッグ編』では、ジ・オメガマンとのタッグ名が「ラスト・インテリジェンス」と命名されている。